# Мясной муравей

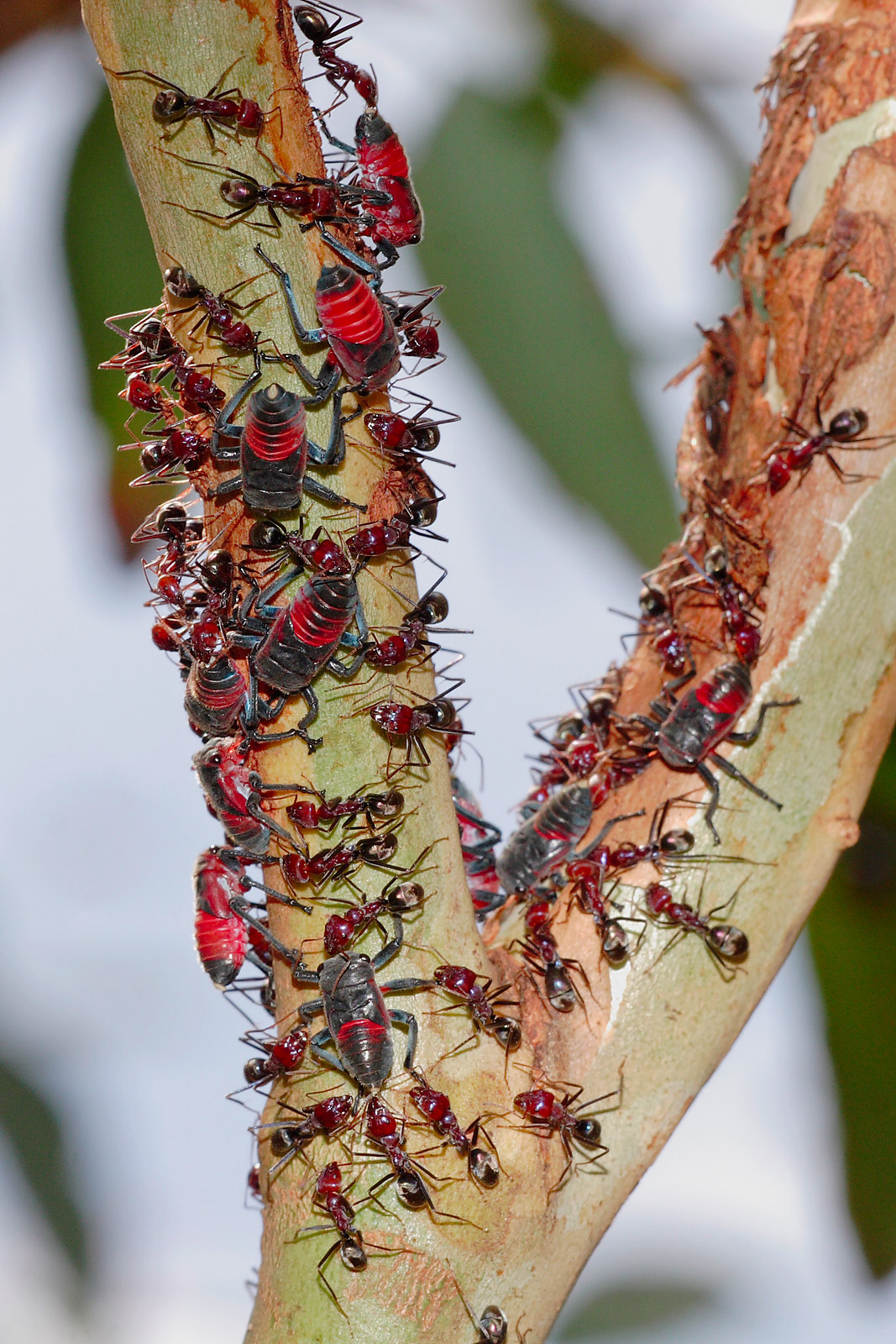
Муравьи собирают медвяную падь в виде сладких выделений сосущих растительные соки равнокрылых насекомых из семейства Cicadellidae

Мясной муравей (лат. Iridomyrmex purpureus) — вид мелких муравьёв (Formicidae) из подсемейства Dolichoderinae. Своё название (англ. Meat eater ant) этот вид, вероятно, получил из-за своего агрессивного поведения, благодаря которому местные жители использовали его для очистки останков животных. Это территориальные и агрессивные муравьи, которые устанавливают чёткие границы между соседними колониями. Для поддержки таких границ рабочие муравьи участвуют в ритуальной схватке (демонстрации поз) с муравьями-противниками.

## Описание
Мелкие красноголовые муравьи (длина около 7 мм), гнездящиеся в почве. Семьи содержат до 64 тыс. муравьёв. Несколько гнёзд могут объединяться в суперколонии протяженностью до 650 метров. Свои земляные гнёзда эти муравьи засыпают сверху песчинками, мелкими камешками, веточками, раковинами моллюсков, капсулами, и оболочками, оставшимися от семян, которые вместе лучше согревают колонию в утренний период.
С помощью исследования митохондриальной ДНК обнаружена полигиния, то есть существование нескольких маток в одной колонии. Между рабочими особями происходят ритуализованные бои-демонстрации поз.
В качестве феромона тревоги у этих муравьёв обнаружено вещество sulcatone (6-метил-5-гептен-2-он, C8H14O). В составе мандибулярных желёз найдены такие вещества как иридодиал (C10H16O2), актинидин (C10H13N), дигидронепеталактон (C10H16O2), 2,5-диметил-3-этилпиразин (C8H12N2), 1,3,3-триметил-2,7-диоксабициклогептан (C8H14O2) и другие.

## Распространение
Австралия. Мясной муравей — один из самых известных видов муравьёв, эндемичных для Австралии; он имеет огромный географический диапазон, охватывающий не менее одной трети континента. Диапазон его распространения составляет 4000 километров с востока на запад и 3000 километров с севера на юг. Этот обширный ареал позволил мясным муравьям заселять почти безжизненные места, где большое количество материалов (гравия, гальки и мёртвых частей растений) позволяет строить гнёзда. Изолированность таких мест также позволила мясным муравьям образовать ассоциации с соседними гнёздами того же вида. Мясной муравей является особенно доминирующим и часто встречается в прибрежных и внутренних районах юго-востока Австралии. Судя по исследованным материалам, мясные муравьи широко распространены в Новом Южном Уэльсе, на территории столицы Австралии и в Виктории. В Квинсленде они часто встречаются в восточных регионах, тогда как их численность ограничена в северной и центральной частях. Муравьи распространены в юго-западных регионах Западной Австралии, но не на севере. Однако Отдел энтомологии CSIRO заявляет, что присутствие муравья в этом штате не было подтверждено. Большинство экземпляров, собранных в Южной Австралии, происходят с юго-востока, но некоторые популяции известны в северо-западных и северо-восточных регионах штата. В Северной Территории образцы были собраны в северных и южных регионах, но по сравнению с другими юрисдикциями муравей встречается редко. Нет никаких данных об этих муравьях на Тасмании или каких-либо отдаленных островах, окружающих Австралию.

## Муравейники
Мясные муравьи хорошо известны своими большими овальными насыпями (обычно 1 или 2 метра в диаметре), которые встречаются в местах обитания и легко поддаются идентификации. Эти гнёзда часто связаны с множеством входных отверстий; большинство гнёзд имеет от 20 до 35 отверстий. На поверхности гнезда рабочие очищают территорию от растительности и покрывают насыпь гравием, но могут использовать другие доступные материалы, включая песок, гальку, мёртвую растительность, плоды эвкалипта и фрагменты веток. Гнёзда строят на открытом солнце и редко в тени, чтобы иметь возможность согреться. Мясной муравей — полидомный вид, что означает, что они живут более чем в одном гнезде. Известно, что некоторые колонии создают «супергнёзда»: рабочие строят множество гнёзд, соединенных заметными тропами, протяженностью до 650 метров в длину. В одном экстремальном случае было обнаружено, что одна колония занимала более 10 гектаров земли с 85 отдельными гнёздами и 1 500 входными отверстиями. Хотя они не проявляют агрессии по отношению к своим товарищам по гнезду, мясные муравьи агрессивны по отношению к обитателям разных гнёзд в одной и той же колонии. Полидомия в колонии обычно преобладает, поскольку она улучшает доступ к корму, поскольку рабочие доставляют большую часть своей еды в гнездо, которое находится ближе всего к любому месту, где они кормятся.
Гнездо мясных муравьев любого размера всегда имеет возможность угаснуть в любой год, но это место может быть повторно занято другой колонией. Следовательно, согласно одному исследованию, гнёзда могут быть очень старыми. Некоторые гнёзда никогда повторно не заселяются по неизвестным причинам. Возобновление роста растительности, которая затеняет гнездо, повреждение почвы или даже болезнь могут уничтожить колонию и оставить гнездовое место полностью заброшенным. Смерть колонии может быть очевидной, когда конкурирующие колонии увеличиваются в численности и размере за счет расширения своих территорий, чтобы эксплуатировать источники пищи, которые когда-то использовались другой бывшей колонией. Некоторые гнёзда (гнёзда-спутники) иногда могут стать самостоятельными и независимыми от своих родительских гнезд, на что указывает антагонизм рабочих муравьёв из разных гнёзд или когда часть территории становится непригодной для проживания в результате обработки инсектицидами. Отделение гнезда-спутника — это эффективный способ использования колонией источников пищи, а колония с менее чем 11 входными отверстиями считается незрелой (гнездо созревает в 12 лет). Поскольку большинство гнезд-сателлитов имеют 11 отверстий, принимают и имеют собственную матку, гнездо-спутник может легко развить зрелость за один год.

## Поведение и экология

### Фуражировка

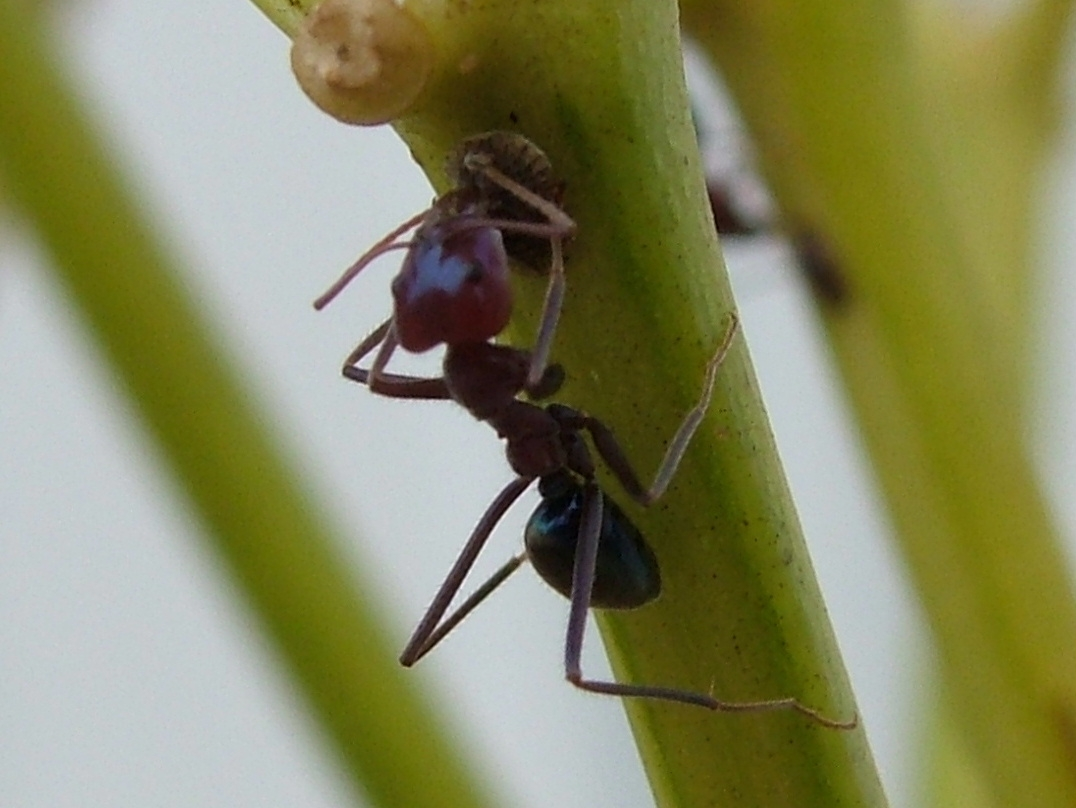
Фуражировка на растениях

Дневной вид (активный в основном в светлое время дня), мясной муравей демонстрирует минимальное взаимодействие с ночными видами муравьев, когда их территории перекрываются. Мясной муравей и другие члены видовой группы I. purpureus считаются доминирующей группой дневных видов в Австралии, поскольку они очень активны, агрессивны и имеют огромный географический ареал. В течение дня большая часть рабочих посещает растения и питается падевой росой, выделяемой насекомыми, которые живут на листьях деревьев Eucalyptus. Эти деревья соединены фуражировочными тропинками, образованными мясными муравьями, которые также соединяются с гнёздами-спутниками, которые являются частью одной колонии; эти тропы хорошо видны из-за отсутствия растительности и ведут к важным источникам пищи и воды. Другие рабочие в меньшем количестве часто бегают вокруг гнезда в поисках мёртвых насекомых или другой белковой пищи, чтобы принести их в свою колонию. Их доминирование очевидно, когда мясные муравьи способны находить источники пищи более успешно, чем большинство муравьёв и способны вытеснить их и других насекомых. Источники пищи также обнаруживаются быстрее, что значительно снижает эффективность кормодобывания других муравьёв, в том числе Iridomyrmex. Однако на некоторых муравьев, таких как зелёноголовые муравьи (Rhytidoponera metallica) присутствие мясных муравьев не влияет, и они успешно находят источники пищи. Поскольку зелёноголовые муравьи являются обычными хищниками, фуражируют в одиночку и не могут рекрутировать других товарищей по гнезду, они не могут защитить источники пищи от доминирующих муравьёв. Они в значительной степени полагаются на любой источник пищи, и невозможность успешно защитить его от других муравьев, возможно, привела к его мирному сосуществованию с доминирующими видами, включая мясных муравьев. Это означает, что муравьи Rhytidoponera metallica избегают конфликтов с мясными муравьями. Некоторые мирмицины, обладающие высокой конкурентоспособностью, способны защищаться от рабочих-фуражиров; быстрая вербовка сородичей и использование химикатов для защиты позволяет им противостоять нападениям мясных муравьев. В частности, муравьи Monomorium были замечены в захвате приманки независимо от наличия или отсутствия мясного муравья. Это не относится к мучным червям, но они имеют умеренный успех с медовыми приманками. В районах фуражировки, где мясные муравьи исключены или отсутствуют, количество других наблюдаемых муравьев намного больше, а их активность резко возрастает.

### Питание

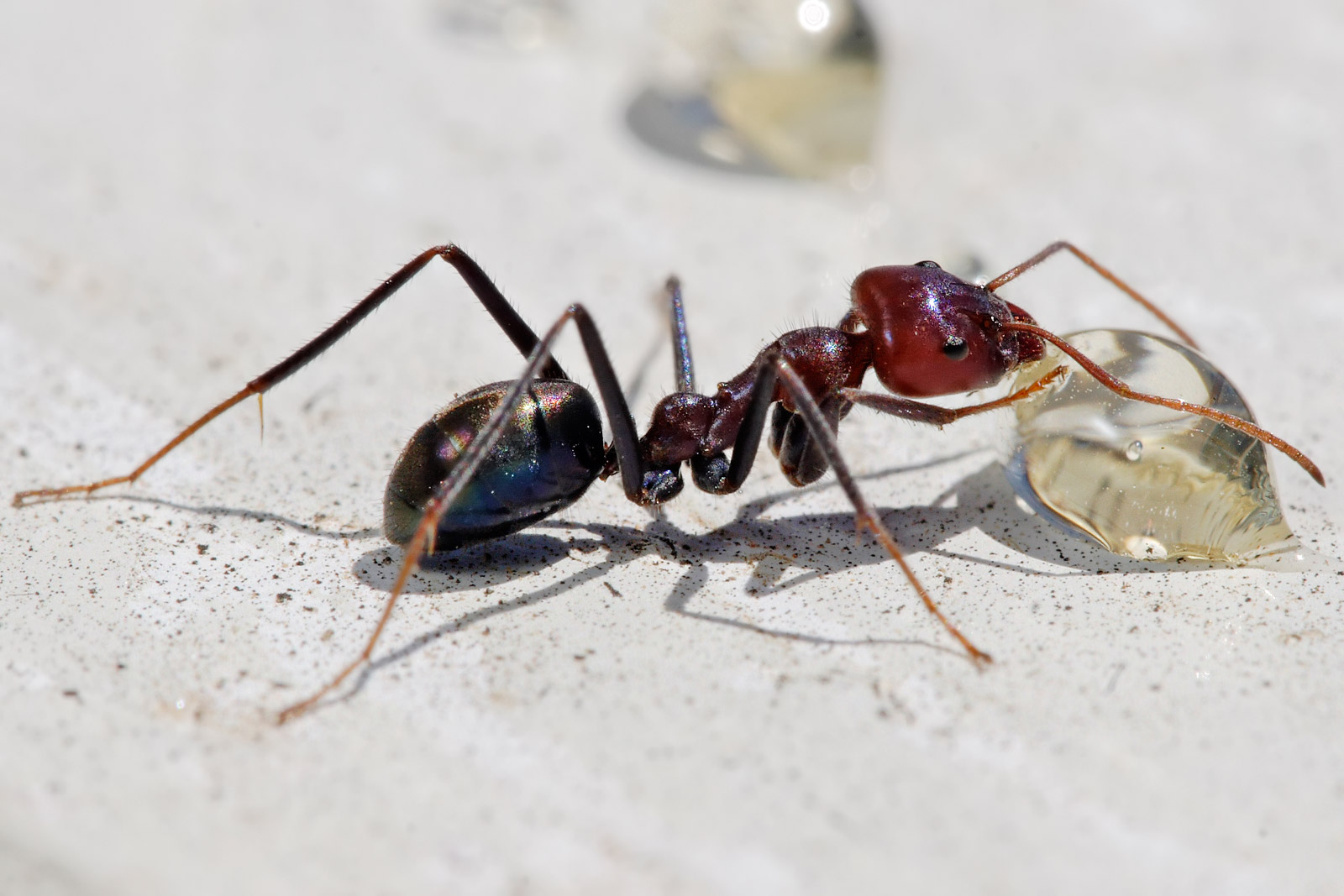
Муравьи и капля мёда

Подобно другим видам Iridomyrmex, мясной муравей всеяден, добывает в качестве источника пищи сладкие выделения различных насекомых, за которыми он ухаживает, включая гусениц и различные виды бабочек, особенно гусениц голубянки Jalmenus lithochroa.
Мясные муравьи обычно питаются медвяной росой сокососущих насекомых, цветочным нектаром, сахаром и другими сладкими веществами. В неволе рабочие предпочитают употреблять небольшие кусочки винограда, а не медовые растворы и другую сладкую пищу. Эти муравьи охотятся на различных насекомых и животных, собирая как живых, так и мёртвых беспозвоночных и питаясь мясом мёртвых позвоночных. Насекомые, на которых охотятся мясные муравьи, включают гигантских златоглазок, бабочка Ogyris genoveva,
индийская мучная бабочка, миндальная моль, моль из Западной Австралии и личинки трихограмм Trichogramma. Крупные и развитые личинки капустницы (Pieris rapae) более эффективно атакуются рабочими-мясными муравьями, чем другими видами Iridomyrmex. На песчаных пляжах этот вид охотится на многощетинкового кольчатого червя Armandia intermedia, что приводит к его высокой смертности (30 %). Эти муравьи могут питаться множеством различных мёртвых или живых животных, включая жаб, змей, ящериц и птиц. В некоторых случаях на мёртвых лисицах находили группы рабочих. Мясной муравей — единственный известный муравей в Австралии, который питается свежим гуано. Сбор гуано колонией мясных муравьёв демонстрирует оппортунистическую природу этого вида. Наблюдения показывают, что группы от двух до четырёх муравьёв были обнаружены, собиравшими гуано под активным ночлегом (насестом) летучих мышей в заброшенной шахте, которые доставляли его в муравейник. Сбор гуано какой-либо колонией муравьев Австралии никогда не регистрировался до этих наблюдений, но неизвестно, почему мясные муравьи собирают свежий гуано.

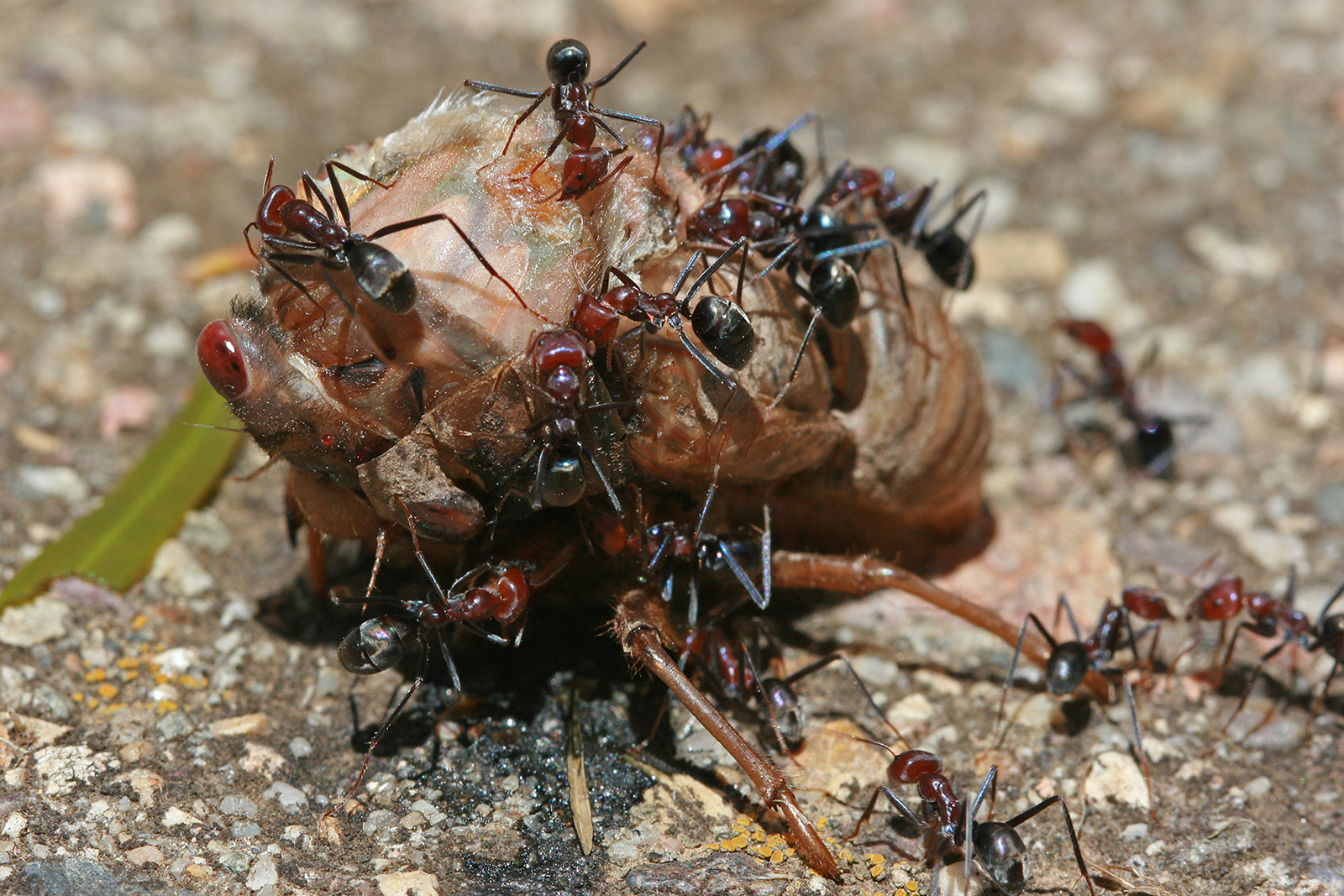
Муравьи совместно поедают найденную крупную цикаду

Мясные муравьи являются одними из немногих местных видов Австралии, которым не наносят вреда токсины тростниковой жабы-ага (Rhinella marina), инвазивного вида, завезённого из Америки. Чаще всего муравьи-фуражиры охотятся на мелких жаб-метаморфов, то есть на молодую стадию развития, чей размер около 1 см (взрослая жаба достигает позднее размеров более 20 см). Наблюдения показывают, что рабочие фуражируют вокруг прудов и ловят головастиков и мелких жаб-метаморфов. Обычно это начинается с того, что один рабочий контактирует с жертвой и отслеживает её передвижения, а затем трое или четверо рабочих захватывают его, хватают за ноги, отрезают их, несут добычу в своё гнездо. В большинстве случаев эта тактика не работает. Например, большинство мелких жаб-метаморфов способны убегать от муравьёв и скрываться в воде и на таких объектах, как водяные лилии, куски коры, к которым муравьи не могут получить доступ, или перемещаются по влажным субстратам. Неизвестно, повлияло ли хищничество мясных муравьев на жаб-метаморфов на всю их популяцию, но, исходя из плотности популяции лягушек на исследуемом участке, а также времени и эффективности кормодобывания, можно было бы удалить примерно 2700 головастиков в день. Поскольку плотность популяции чрезвычайно высока, влияние хищничества мясных муравьев незначительно.
Вода — важный ресурс для колоний, живущих в засушливых и полупустынных условиях, но иногда она может быть недоступна. Чтобы противостоять этому, рабочие могут извлекать значительное количество воды из песка с содержанием воды 2-4 % и 4 % из почвы. Мясные муравьи не могут извлечь столько воды из почвы, в то время как с песком они могут получить большее количество воды; однако почва содержит большое количество различных частиц, включая глину и крупный песок, которые заставляют воду прочно связываться. Муравьи могут извлечь её из почвы, выкапывая или слизывая с небольшими метаболическими затратами. Известно, что мясные муравьи роются во влажной почве, чтобы получить доступ к воде или там, где была пролита вода, будь то место рядом с их гнездом или далеко от него.

### Хищники
Несмотря на их доминирование среди муравьёв, известно, что некоторые животные охотятся на мясных муравьев. Ехидна (Tachyglossus aculeatus) — известный хищник мясного муравья, в основном из-за высокого уровня жира (до 47 %) у девственных маток.

### Жизненный цикл
Брачный лёт обычно происходит в весеннее для Австралии время, в октябре. Репродуктивные самки спариваются только с одним самцом и после этого начинают создавать свои собственные колонии. Брачный лёт происходит после дождя, когда сначала из гнезда выходят самцы, а за ними — девственные матки; группы от 20 до 40 молодых самок появляются после того, как самцы улетели. Крылатые репродуктивные самцы и самки располагаются на вершине гнезда, чтобы согреться, и все взлетают одновременно, когда они согреются. Этот процесс может происходить несколько раз, если только погода не изменилась, иначе матки вернутся в своё гнездо. Брачный лёт может продолжаться несколько дней, пока все девственные матки не покинут гнездо. В большинстве случаев одиночная матка начинает свою собственную колонию и откладывает яйца, которым требуется от 44 до 61 дня, чтобы полностью развиться и выйти во взрослую жизнь, но колонии также могут быть основаны за счёт кооперации нескольких маток друг с другом, принятия (удочерения) в существующую колонию или «почкованием», когда часть колонии, включая маток, рабочих и выводок (яйца, личинки и куколки) покидают основную колонию, переходя в новое гнездо.Около 10 % маток будет иметь с собой как минимум ещё одну матку во время основания колонии. Многие матки погибают во время основания колонии; основные причины гибели включают хищничество птиц и других муравьёв, даже принадлежащих к одному и тому же виду, из-за того, что они пытаются устроить свои гнёзда вблизи больших колоний. Однако, некоторые матки добиваются успеха, иногда с помощью рабочих, которые помогают королеве выкопать несколько камер. Другие причины смерти маток включают болезни и голод. Яичникам муравьиной матки может потребоваться четыре недели для созревания, и потом она откладывает около 20 яиц, которые могут развиться в личинки менее чем за месяц. Были замечены рабочие, откладывающие особые яйца, предположительно трофические яйца. Эти неоплодотворенные яйца предназначены для питания, а не для размножения.

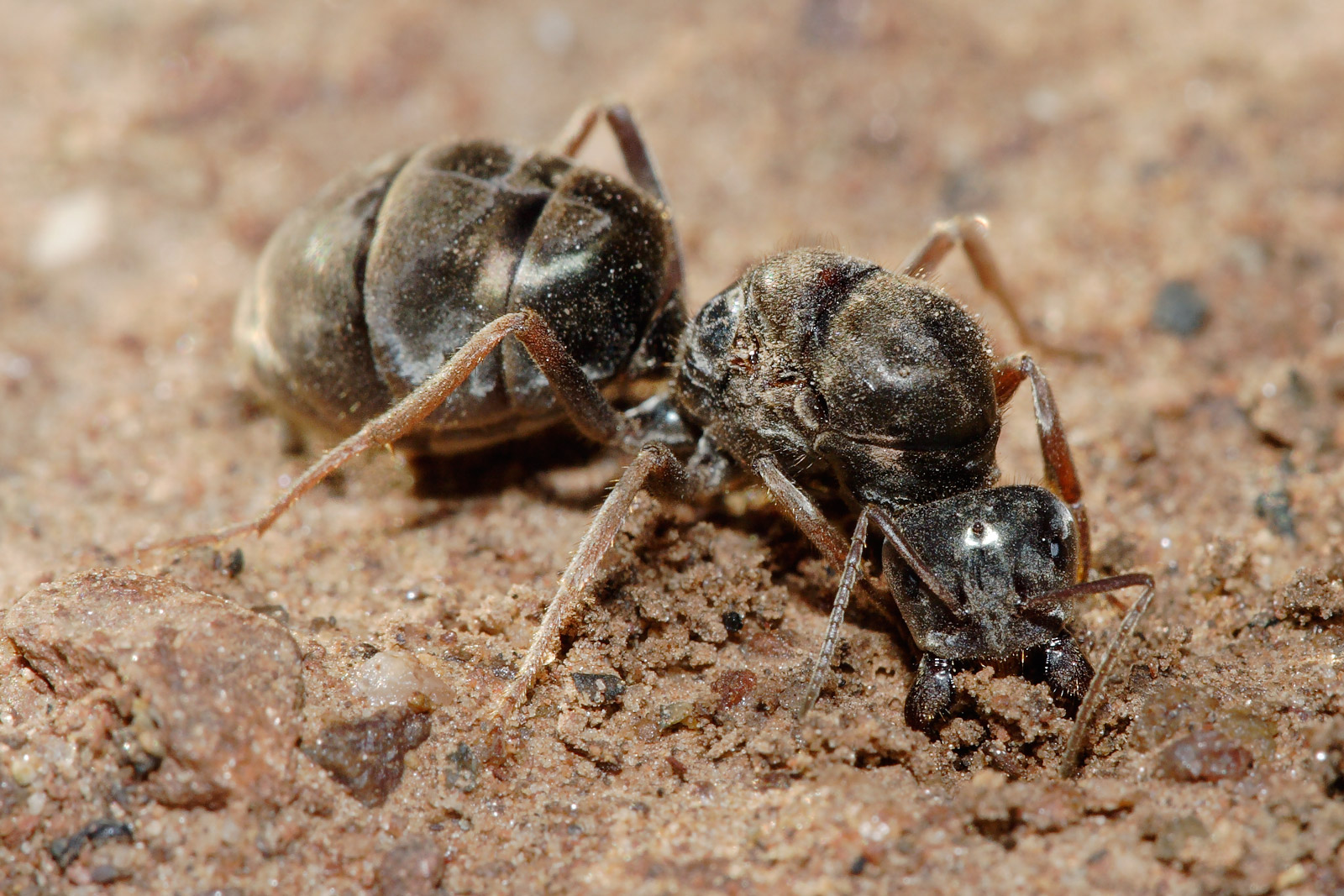
Молодая самка муравья сразу после брачного полёта и спаривания сбрасывает свои крылья и начинает копать новое гнездо

Количество особей в колонии варьирует. Взрослое гнездо возрастом несколько лет может вместить от 11 000 до 64 000 муравьёв, в то время как в других колониях может быть около 300 000 В некоторых случаях в огромных колониях может быть до миллиона муравьёв. Известно, что в наблюдаемых колониях содержится около 70 000 личинок и 64 000 рабочих; в некоторых может быть 20 000 самцов и более 1 000 маток-девственниц, но у других может быть больше маток-девственниц, чем самцов. Соотношение рабочих муравьёв к количеству личинок в колониях колеблется около одного рабочего на каждые две личинки. На население гнезда могут повлиять несколько факторов: вмешательство человека может серьёзно повредить или полностью уничтожить гнёзда, что потенциально опустошит популяцию гнезда, а затемнение является основной причиной естественной гибели гнезда. Кроме того, в соседних гнёздах может увеличиться население, если будут захвачены заброшенные участки. Мясные муравьи также полагаются на свои гнёзда, чтобы противостоять климатическому стрессу летом и зимой, так как летом активность кормления и источники пищи иногда ограничены, а зимой рост растений практически невозможен, а рабочие не могут пережить низкие температуры. В результате мясные муравьи перезимовывают.

### Ритуальные бои

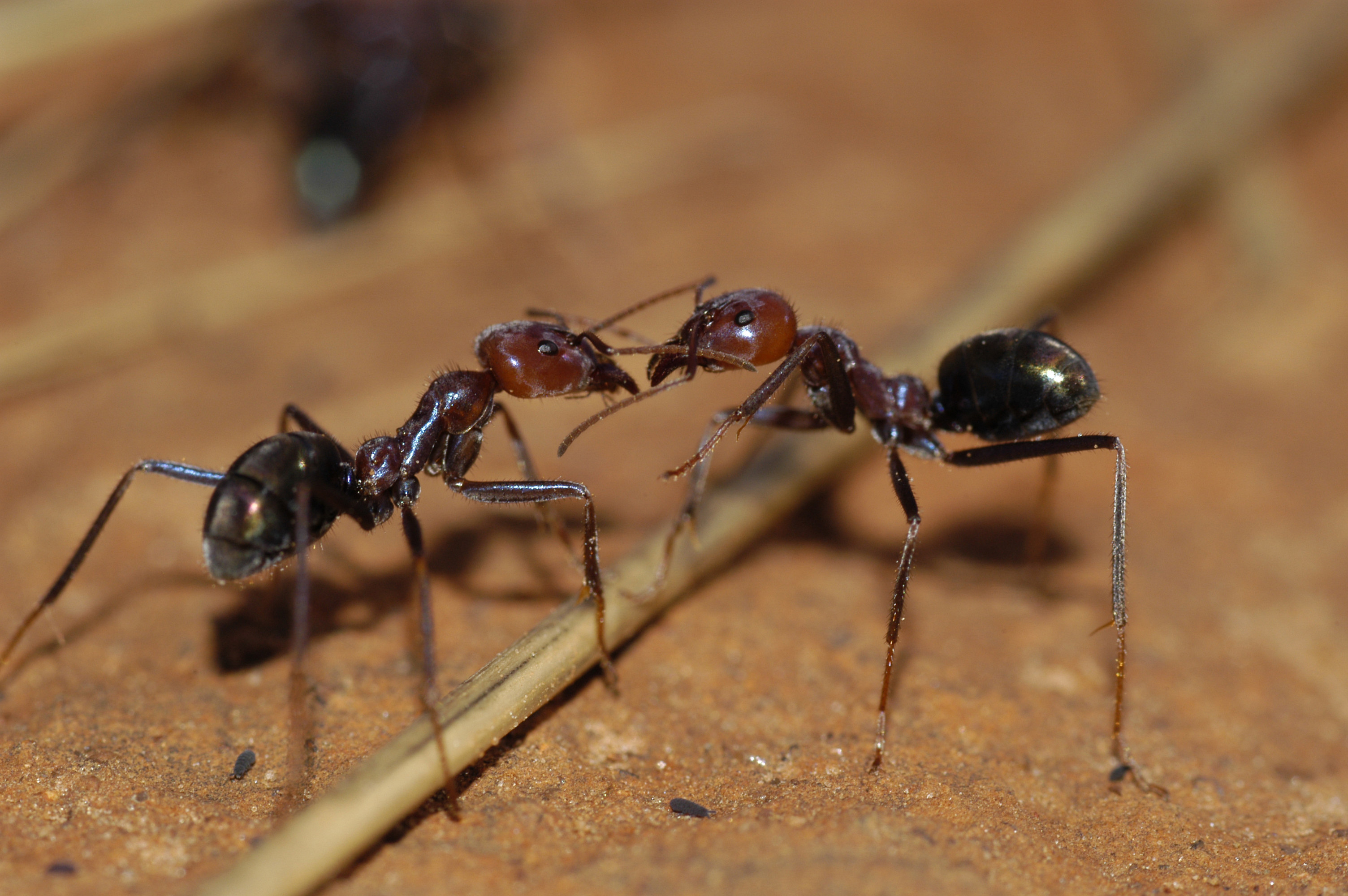
Ритуальные бои

Мясные муравьи — это очень территориальные и агрессивные муравьи, которые устанавливают чёткие границы между соседними колониями. Хотя границы не являются физическими, рабочие муравьи поддерживают их, участвуя в ритуальной схватке с муравьями-противниками, взаимодействием, в котором участвует большинство колоний. Смертельные случаи с обеих сторон редки, но драки могут нанести травмы нескольким рабочим. Этот бой позволяет оспаривать территорию между противоборствующими колониями, не убивая друг друга и не нанося большого количества жертв с обеих сторон. Благодаря относительной бескровности такие ритуальные бои способствует оценке сил соседних колоний. Если бы эти границы действовали как зона конфликта и ритуальные боевые действия не происходили, произошла бы потеря рабочей силы. Смертельные бои происходят только в том случае, если колония находится под атакой.

### Взаимоотношения с другими организмами

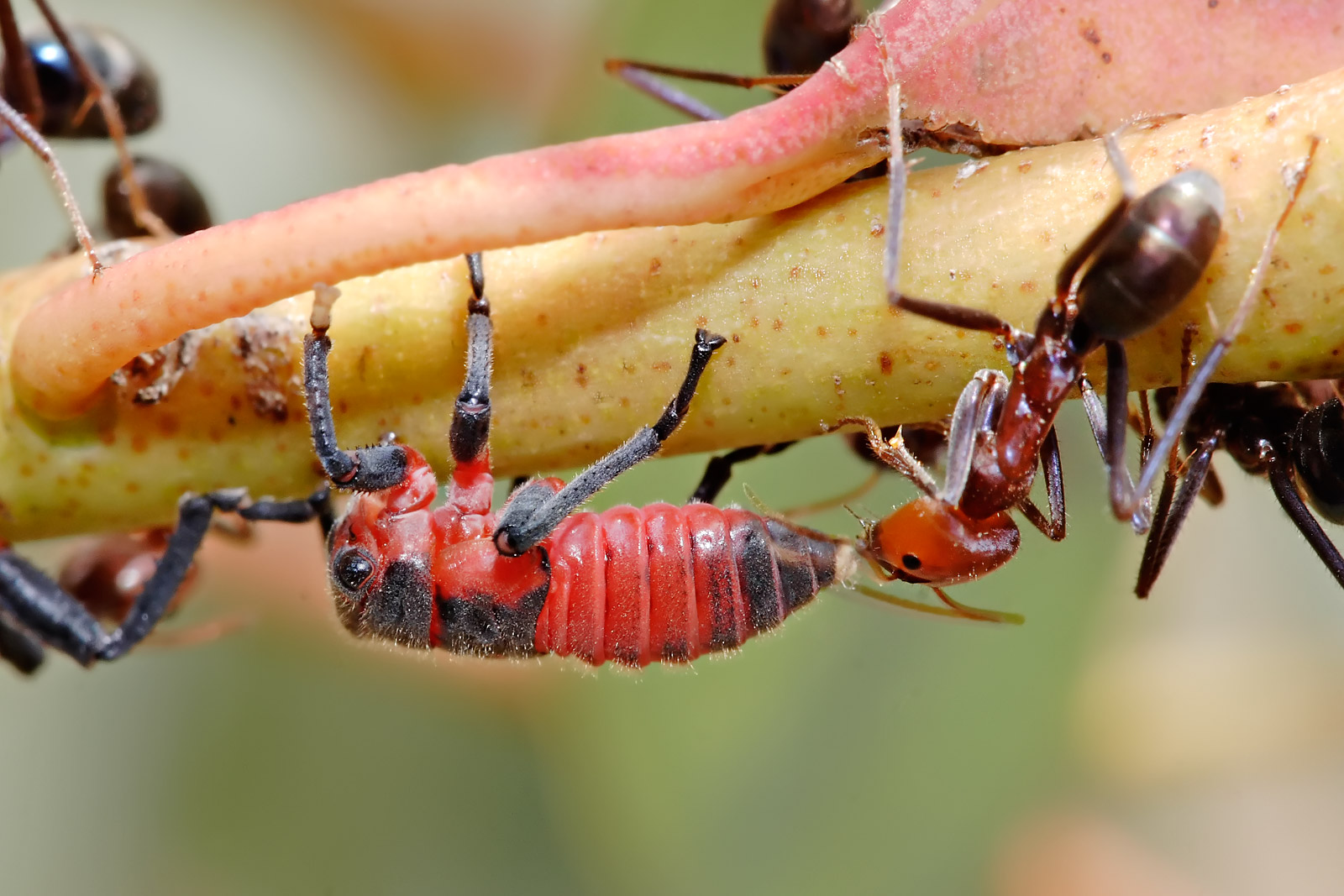
Муравьи и нимфа цикадки Eurymela fenestrata (Cicadellidae)

Одним из методов борьбы с конкурирующими муравьями (Camponotus consobrinus) служит заваливание входов их гнёзд. Было замечено, что мясные муравьи блокируют гнездовые отверстия этих муравьев галькой и землей, чтобы не дать им покинуть свое гнездо в ранние часы дня. Они в ответ противодействуют этому, не давая мясным муравьям покидать своё гнездо, блокируя их гнёзда землёй и мусором, что называется закупоркой гнёзд (nest-plugging). Если на гнёзда мясных муравьёв накладывается тень деревьев или другая тень, то конкурирующие виды муравьёв могут вторгнуться и захватить гнездо, поскольку здоровье колонии мясных муравьёв может ухудшиться из-за этого затенения. Члены пораженной колонии мясных муравьёв позже перемещаются в соседнее гнездо-спутник, которое размещается в подходящем месте, в то время как вторгшиеся конкурирующие муравьи Camponotus consobrinus заполняют гнёзда чёрным смолистым материалом. Мясные муравьи иногда привлекают кошек из-за выделяемых ими химических веществ (дигидронепеталактон, изодигидронепеталактон и иридомирмецин).

## Значение
Несмотря на их полезное значение для человека, мясные муравьи иногда считаются вредителями, потому что эти муравьи нарушают почву в городских районах и время от времени проникают в дома людей в поисках пищи. Гнёзда могут вызвать раздражение, если они построены вокруг гравийных дорожек, теннисных кортов и других расчищенных мест. Время от времени мясные муравьи проникают в дома людей, так как эти насекомые хорошо приспособились к урбанизации, и популяции могут процветать в городских районах. В первые дни существования города Канберра в недавно построенных пригородах были новые места гнездования мясных муравьёв. Неасфальтированные улицы, гравийные дорожки и подъездные пути — одни из многих новых мест, где могут гнездиться мясные муравьи, что делает их часто встречающимися муравьями, которые могут представлять значительных вредителей. Обилие запасов пищи из парков, плантаций и приусадебных участков также привлекало мясных муравьев в городские районы. Они представляют собой серьёзную проблему для производителей цитрусовых в восточной Австралии, поскольку влияют на биологический контроль над равнокрылыми сосущими насекомыми отряда Hemiptera, особенно теми, которые производят падь. Мясные муравьи не могут ужалить, но они могут вызывать раздражающие укусы и выделять защитную жидкость из конца своего брюшка. Сообщается, что мясные муравьи вызывают смертность среди домашних птиц.
Мясных муравьёв Iridomyrmex purpureus предлагают использовать для борьбы с распространившимся в Австралии жабами ага. Этот вид жаб (Bufo marinus) был завезен в Австралию в 1930-е годы с целью борьбы с жуками, которые, в свою очередь поедали сахарный тростник. Но жабы, не имея естественных врагов, быстро расплодились и расселились по Австралии и своим очень сильным ядом могут убивать не только мелких, но и крупных животных, например собак, и даже таких гигантов, как крокодилы, а также и человека. Мясные муравьи кормятся на тех же илистых берегах, где развиваются головастики жаб, поэтому насекомые легко охотятся на них и поедают молодь этих ядовитых земноводных.

## Таксономия
Мясной муравей был впервые описан в 1858 году британским энтомологом Фредериком Смитом в его «Каталоге перепончатокрылых насекомых в коллекции Британского музея, часть VI» (Catalogue of Hymenopterous Insects in the Collection of the British Museum part VI) под названием Formica purpurea (Smith, 1858) по голотипу рабочего муравья, который он собрал в Мельбурне, штат Виктория. Типовой материал в настоящее время хранится в Музее естественной истории в Лондоне. В 1862 году австрийский энтомолог Густав Майр выделил род Iridomyrmex и реклассифицировал мясного муравья как члена Iridomyrmex, а не рода Formica. Муравей был назван Iridomyrmex purpurea в 1862 году. Через год Майр переименовал муравья в Iridomyrmex purpureus. I. purpureus позже был классифицирован как синоним Iridomyrmex detectus, и этот таксон был обозначен как типовой вид рода Iridomyrmex в 1903 году.
В 1993 году I. detectus был синонимизирован с I. purpureus и сгруппирован в комплекс видов I. purpureus. I. detectus был описан Смитом как отдельный вид в том же году, что и I. purpureus от двух маток синтипа, собранных им в реке Хантер в Новом Южном Уэльсе. Хотя название I. purpureus использовалось многими авторами, Карл Вильгельм фон Далла Торре повторно использовал I. detectus и это было принято несколькими авторами, заменив I. purpureus. К 1960-м годам I. purpureus снова стал предпочтительнее I. detectus. Хотя эти два названия были описаны в один год и в одну публикацию, название I. purpureus является допустимым названием вида в соответствии с Международным кодексом зоологической номенклатуры. Энтомолог Б. Т. Лоун был первым, кто пересмотрел и ревизовал I. purpureus и I. detectus, и он в итоге назвал второй синонимом первого.
Несколько синонимов были классифицированы как отдельный вид от мясного муравья или даже как подвид. Iridomyrmex purpureus sanguineus и I. p. viridiaeneus были классифицированы как подвиды в 1974 году, ранее считавшиеся двумя видами. I. detectus castrae был первоначально описан как разновидность мясного муравья в 1925 году (как I. d. var. castrae), но в 1985 году этот таксон был переклассифицирован как подвид; впоследствии ревизия 1993 года реклассифицировала I. p. sanguineus и I. p. viridiaeneus на уровне вида, в то время как I. d. castrae был синонимизирован на основании морфологических исследований собранного материала.
Camponotus horni, Formica smithii и Liometopum aeneum были описаны как три разных вида в трёх разных родах муравьев, но эти классификации были недолговечными, поскольку ученые обнаружили, что все эти таксоны были идентичны, и впоследствии синонимизировали их с мясным муравьем. Camponotus horni был описан английским энтомологом Уильямом Форселлом Кирби в 1896 году на основании синтипа рабочих и маток, которые он собрал в Палм-Крик в Северная территории. В 1930 году австралийский энтомолог Джон С. Кларк рассмотрел эти образцы и назвал таксон синонимом мясного муравья. Однако позже выяснилось, что королева отличается от рабочих и C. horni был переписан как вид. Информация, предоставленная Кларком сделала его новым автором таксона C. horni. Из-за неопределенного таксономического статуса C. horni, предложение о переименовании вида не может быть осуществлено. C. horni Кларка в настоящее время является младшим омонимом для таксона C. horni Кирби.

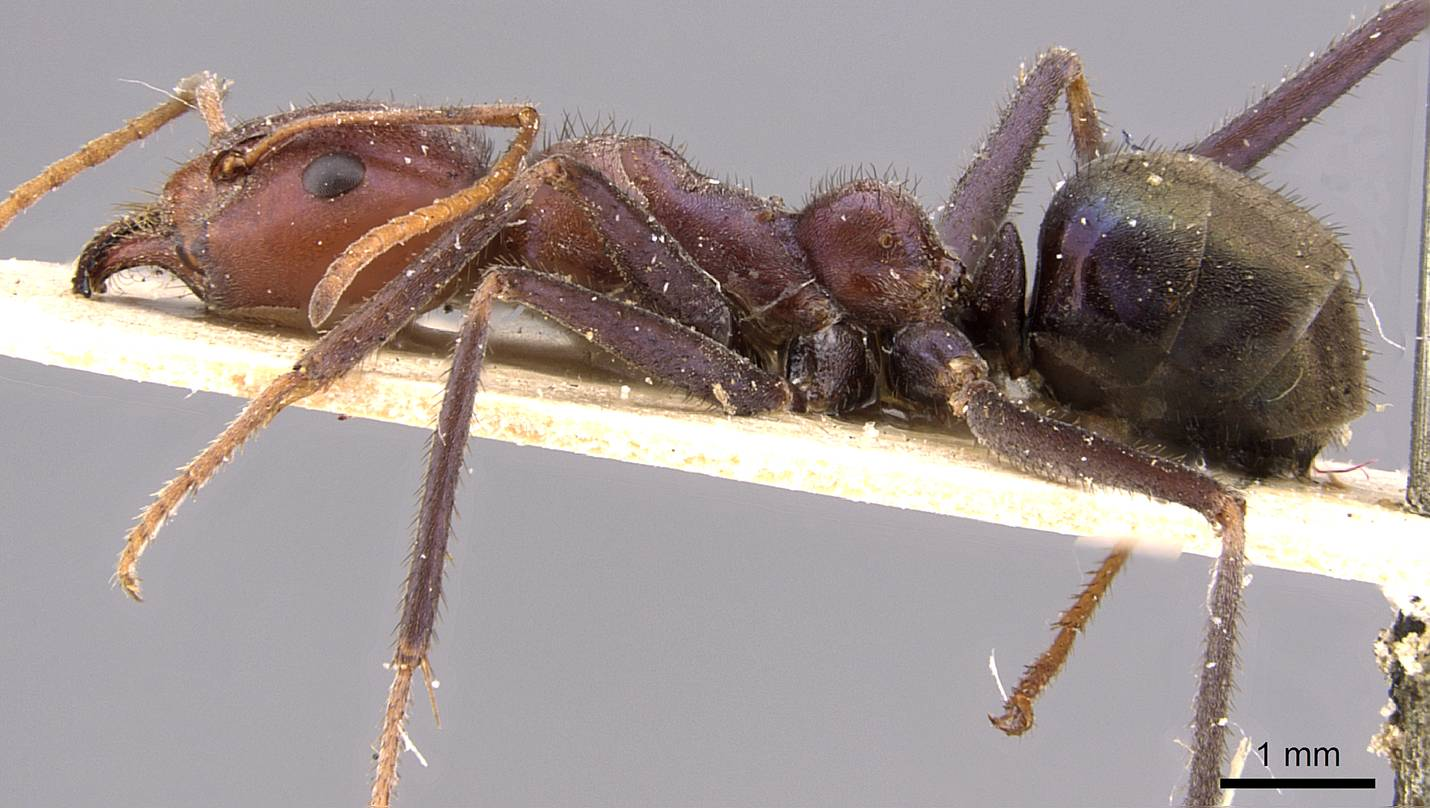
Синтип Iridomyrmex detectus castrae из Музея естественной истории Женевы

Один синоним, Iridomyrmex greensladei Shattuck, 1993, был описан как отдельный вид от мясного муравья на основании анатомических различий его головы и пронотума, которые того же цвета, что и его мезосома. У мясного муравья голова и переднеспинка обычно светлее, чем мезосома. Американский энтомолог Стив Шаттак отмечает, что эти два муравья несимпатричны (они существуют в одной географической области и регулярно встречаются друг с другом), и подтверждающие данные, позволяющие разделить их как два разных вида, появились, когда были исследованы ферменты эстераза и амилаза, и результаты показывают, что у них была другая аллель амилаза.
Эти исследования не принимали во внимание различия в цвете между популяциями, ранее известными как I. greensladei и I. purpureus. Например, в колониях, обитающих в Западной Австралии, голова может быть светлее, а в восточных штатах — темнее. Неопубликованное исследование митохондриальной ДНК не обнаружило различий между восточными и западными популяциями I. greensladei и I. purpureus. Дополнительные данные свидетельствуют о том, что популяции, обнаруженные на востоке и западе, принадлежат к одному виду.
Несмотря на это свидетельство, есть несколько проблем. Формы I. greensladei были обнаружены на полуострове Йорк в ходе исследования 1987 года, в котором было отмечено, что, хотя муравьи были морфологически неотличимы от обоих популяций (I. greensladei и I. purpureus), в их гнёздах было только одно входное отверстие (тогда как в гнездах I. purpureus их много). Кроме того, мирмеколог Шаттак собирал типовую серию (рабочих муравьёв своего вида Iridomyrmex greensladei Shattuck, 1993) в Западной Австралии, но не на полуострове Йорк. Формы на полуострове Йорк никогда не изучались, поэтому будущие исследования могут пролить свет на то, отличаются ли эти муравьи генетически от мясного муравья.
В соответствии с современной классификацией мясной муравей является членом рода Iridomyrmex трибы Leptomyrmecini из подсемейства Dolichoderinae. И как и все муравьи Formicidae принадлежит к отряду перепончатокрылых насекомых Hymenoptera вместе с пчёлами и осами. Род Froggattella является сестринской группой к Iridomyrmex, с ним они образуют кладу, возраст которой составляет 23 миллиона лет. Фоссилии, близкие к мясному муравью относятся к эоцену и олигоцену.

### Формы
В начале 1970-х годов учёные обнаружили несколько различных форм мясных муравьев, составляющих видовую группу Iridomyrmex purpureus. Были идентифицированы три формы (обычный I. purpureus и две другие формы I. sanguineus и I. viridiaeneus), различающиеся по цвету, экологии, строению гнёзд. Однако, поскольку между этими вариациями не было явных морфологических различий, таксономический статус и эволюционное родство этих муравьёв оставались неопределенными. Окраска варьирует от муравьёв с красной головой и грудью и синим металлическим блеском до муравьёв с желтоватым телом и синевато-пурпурным брюшком. Другие могут быть более тёмными, от металлически-голубоватого до пурпурно-чёрного.
В различных частях ареал наблюдается дифференциация поведения и экологии этих географических форм, что было показано в экспериментах. У каждой формы свои географические границы, хотя обычная форма I. purpureus очень распространена, населяя не менее одной трети австралийского континента. Некоторые формы могут доминировать в определённых средах обитания; например, одна форма может широко распространяться во влажных средах в засушливых районах, а другие — в прохладных и засушливых областях.
В 1974 году I. sanguineus и I. viridiaeneus были классифицированы П. Дж. Гринслейдом (P.J. Greenslade) как два подвида мясного муравья. Он также обнаружил и новую синюю форму, которая была впервые изучена несколькими годами ранее. Гринслейд не предлагал никакого таксономического признания недавно открытого таксона, а вместо этого назвал его «формой». В 1975 году в исследовании изучалось различие трёх форм путем сравнения частоты аллелей фермента амилазы. Синяя форма оказалась генетически изолированной, а частоты её аллелей значительно отличались от форм purpureus и viridiaeneus, но то же исследование пришло к выводу, что эти две последние формы были похожи. В течение этого времени Гринслейд продолжал изучать эти формы, включая тёмно-жёлтые, жёлтые, оранжевые и маленькие фиолетовые формы.
Кроме того, в более поздних исследованиях были выявлены две новые формы, но им не было дано никакого формального видового описания. Вместо этого их можно было узнать только по цвету и гениталиям самцов. Хотя эти формы, скорее всего, представляли неописанные, но отдельные виды, группа I. purpureus состояла только из одного валидного вида, трех подвидов и семи различных форм. В 1993 году все известные формы и подвиды были ревизованы и, либо синонимизированы, либо классифицированы на уровне видов в статье, в которой была пересмотрена вся эта видовая группа.

## Этимология
Видовое название мясного муравья I. purpureus происходит от латинского слова, означающего «пурпурный» или «тёмно-красный», ссылаясь на цветной внешний вид муравья. На классической латыни слово purpureus в основном переводится как «окрашенный в пурпурный цвет», в то время как слово purpura, использованное Смитом для первого обозначения мясного муравья (Formica purpura), переводится как «ткань, окрашенная в пурпур». Родовое название Iridomyrmex переводится с древнегреческого как «радужные муравьи», что ещё раз указывает на его внешний вид. Это, в частности, связано с его сине-зелёным переливчатым цветом. Это соединение двух древнегреческих слов — iris, что означает «радуга», и myrmex, что означает «муравей».
Этот муравей широко известен как мясной муравей (meat ant) из-за его привычки срезать мясо с мертвых позвоночных. Альтернативные названия включают такие как гравийный муравей (gravel ant), мясной муравей Гринслейда (Greenslade’s meat ant), муравей-мясоед (meat-eater ant) и южный мясной муравей. Название «южный мясной муравей» связано с его огромным изобилием в южных регионах Австралии.